# マルムトラフィーク
LKAB マルムトラフィーク (LKAB Malmtrafik、旧称 Malmtrafik i Kiruna AB、MTAB) はスウェーデンの鉄道会社で、マルムバナン線とオーフォート鉄道で鉄鉱石貨物列車を運行している。鉱業会社ルオッサヴァーラ＝キルナヴァーラ (LKAB) の完全子会社で、28両のIORE形電気機関車と750両のホッパ車で LKAB のキルナ、マルムベリエトおよびスヴァッパヴァーラの鉄鉱山から積出港であるルレオおよびノルウェーのナルヴィクまでの鉄鉱石輸送を担っている。このうちノルウェー国内の運行は子会社のマルムトラフィークAS (MTAS) が担当している。鉄鉱石列車は最大68両編成で総重量8,600トンにも達し、年間輸送量は3,300万トンに及ぶ。 
元々は鉄鉱石輸送はスウェーデン国鉄 (SJ) とノルウェー国鉄 (NSB) が担当していたが、1980年代後半に LKAB は輸送効率向上のため、より長く重い貨物列車を自社運行する方針を固め、認可取得に動き出した。しかし、鉄鉱石列車は安定した運賃収入が得られる収益性の高い事業であるため、特に NSB は LKAB への移管に消極的だった。結局、LKAB は1993年にスウェーデン、1996年にノルウェーで自主運行する認可を取得した。MTAB と MTAS は、それぞれ SJ と NSB の運行を引き継ぐ運行会社として設立された。これに合わせて、SJ から Dm3形電気機関車、NSB からEl15形電気機関車を承継した。当初は LKAB が過半数の持分を有する SJ および NSB との合弁会社として設立されたが、LKAB は1999年に MTAB 全体を買収し、SJ および NSB から承継した旧式電気機関車から自社保有の電気機関車への更新に着手した。電気機関車の更新は2011年に完了し、現在は全列車をIORE形電気機関車が牽引している。 

## 歴史

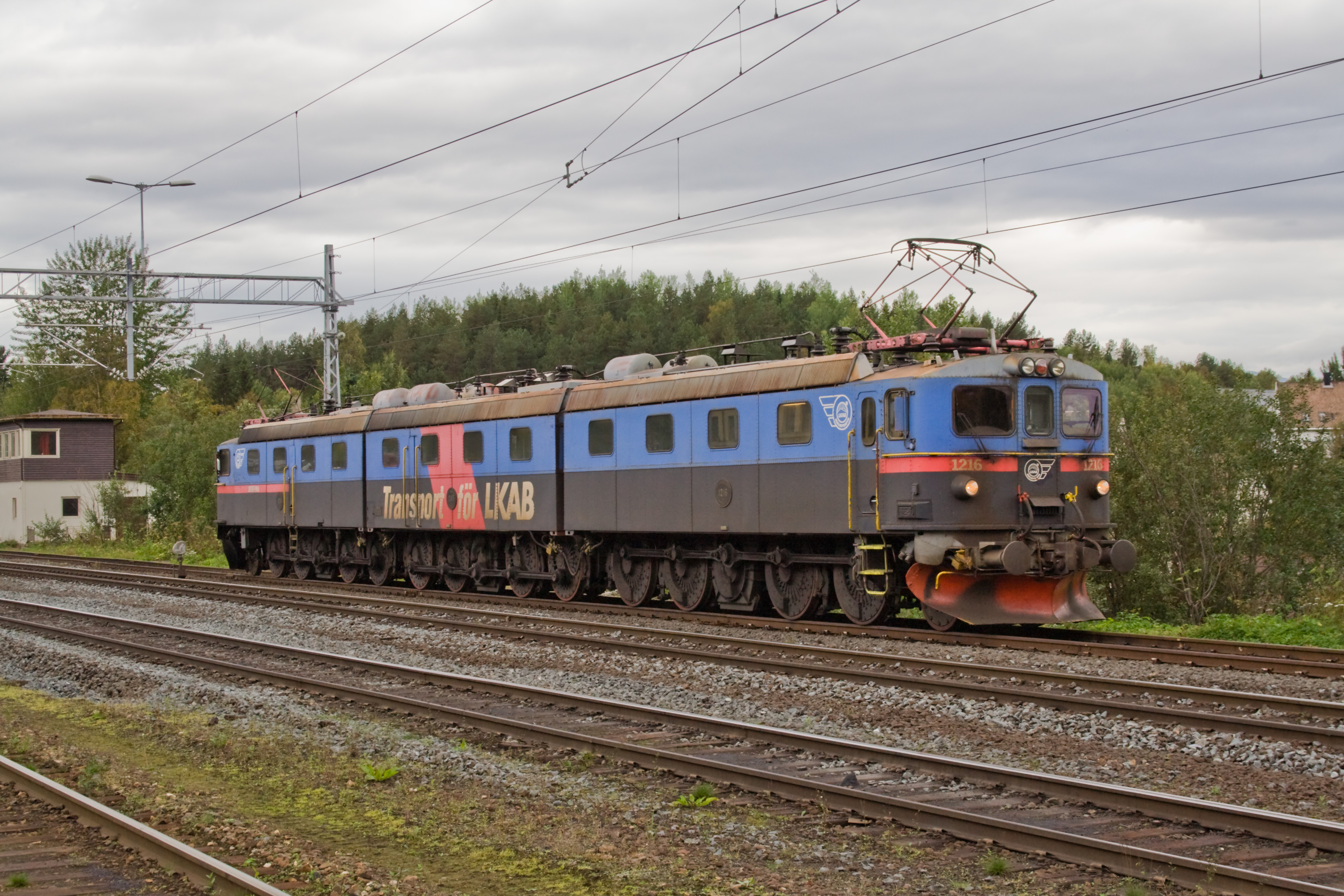
ナルヴィクに停車中のDm3形電気機関車

### 背景
1884年、LKAB の前身であるイェリヴァーレ社がマルムベリエトでの採掘権を取得し、その4年後にマルムバナン線の最初の区間としてマルムベリエト - ルレオ間を完成させた。ところが、その翌年にはイェリヴァーレ社が破産したため、スウェーデン政府が建設費用の半額ほどの800万スウェーデン・クローナで路線を買収した。マルムバナン線のイェリヴァーレ - ナルヴィク間とオーフォート鉄道の建設は1898年に始まり、1902年に完成した。1915年にはキルナからスウェーデン-ノルウェー国境のリックスグレンセンまでが電化され、1923年にはナルヴィク - ルレオ間の全線が電化された。1940年にはナルヴィク港が空襲を受けたことから、第二次世界大戦終戦まで鉄鉱石はルレオから輸出された。その後、1957年にスウェーデン政府が LKAB を買収した。 
その間、マルムバナン線とオーフォート鉄道を使用した鉄鉱石列車の運転は、LKAB と輸送契約を締結した SJ と NSB が行ってきた。1980年代初めには LKAB の収益が減少し始めたことから、LKAB は1983年に仲裁により SJ への運賃支払いを年間3億1000万スウェーデン・クローナから2億3500万スウェーデン・クローナに減額し、その後 NSB からも割引を受けた。LKABは 1988年に SJ と NSB が過大な収益を得ているとしてさらなる効率改善を要求した。スウェーデン・ノルウェー両国の運輸省は検討委員会を設立して効率化の検討を行った。しかし、1970年代から1980年代にかけて鉄鉱石輸送に携わる人員は半減しており、NSB もこれ以上効率化する余地があるとは考えていない、と主張した。一方で NSB の営業利益率は50％であった。 

### 設立まで

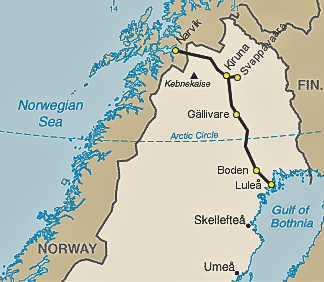
鉱石線と大o天線の地図

1991年12月に LKAB は鉄鉱石列車の運行主体を SJ と NSB から自社に移管する意向を表明した。当時の運賃はスウェーデン国内でトンキロあたり0.15 スウェーデン・クローナ、ノルウェー国内でトンキロあたり0.30 ノルウェー・クローネであったが、他国ではトンキロあたり0.03-0.10スウェーデン・クローナ程度が相場であり、かなり高額であった。SJ は1980年代に運賃引き下げに同意していたが、NSB は運賃引き下げに応じず、年間6,000万-7000万ノルウェー・クローネの収益を上げていた。このため、LKABは自前で鉄鉱石列車を運行することで年間2億スウェーデン・クローナの運賃に加え、関連分野で5000万-1億スウェーデン・クローナが節減できると主張した。LKABは、スウェーデン当局に事業移管の認可申請を行い、SJ からは肯定的な回答を得ていたが、一方の NSB は自社が列車運行に関与しないという提案に取り合わなかった。このため、LKAB は NSB と合意に達しなかった場合はすべての鉄鉱石をルレオ港から出荷すると警告した。 
1992年2月、 キルナ市が委託して取りまとめられた報告書では、LKAB、SJ および NSB が鉄鉱石列車を運行する合弁会社を設立することが推奨された。これに合わせて、SJ は LKAB が運行を引き継ぐ場合、同区間の旅客列車が廃止される可能性があると主張した。同年4月、スウェーデン線路管理局は LKAB に運行権を与えたが、同局にその権限があるかに関して意見の相違があり、SJは幹線、特にボーデンからルレオまでの運行権に関する権限は企業・エネルギー・通信省にしかないと反論した。このとき認可された運行権には、オーフォート鉄道は含まれていなかった。 
翌日には SJ と NSB が鉄鉱石列車の運行を引き継ぐ合弁会社の設立を検討していると発表した。同年5月に LKAB は「欧州経済領域の構成国であるノルウェーは、いかなる鉄道事業者に対しても路線を開放しなければならない」と主張したが、NSB は「それは欧州連合域内についての話であり、欧州連合に加盟していないノルウェーにはその義務はない」と反論した。その後、5月下旬になって NSBは25％のコスト削減が可能で、LKAB 向けの運賃はそれ以上に引き下げが可能であると発表したが、LKAB はNSB のリストラ努力は遅きに失したとしてこの提案を拒否した。8月には SJ と NSB が運賃を6億5000万クローネから4億5000万クローネに引き下げると提案したが、LKAB はそれ以上のコスト削減が可能であると考えているとして取り合わなかった。 

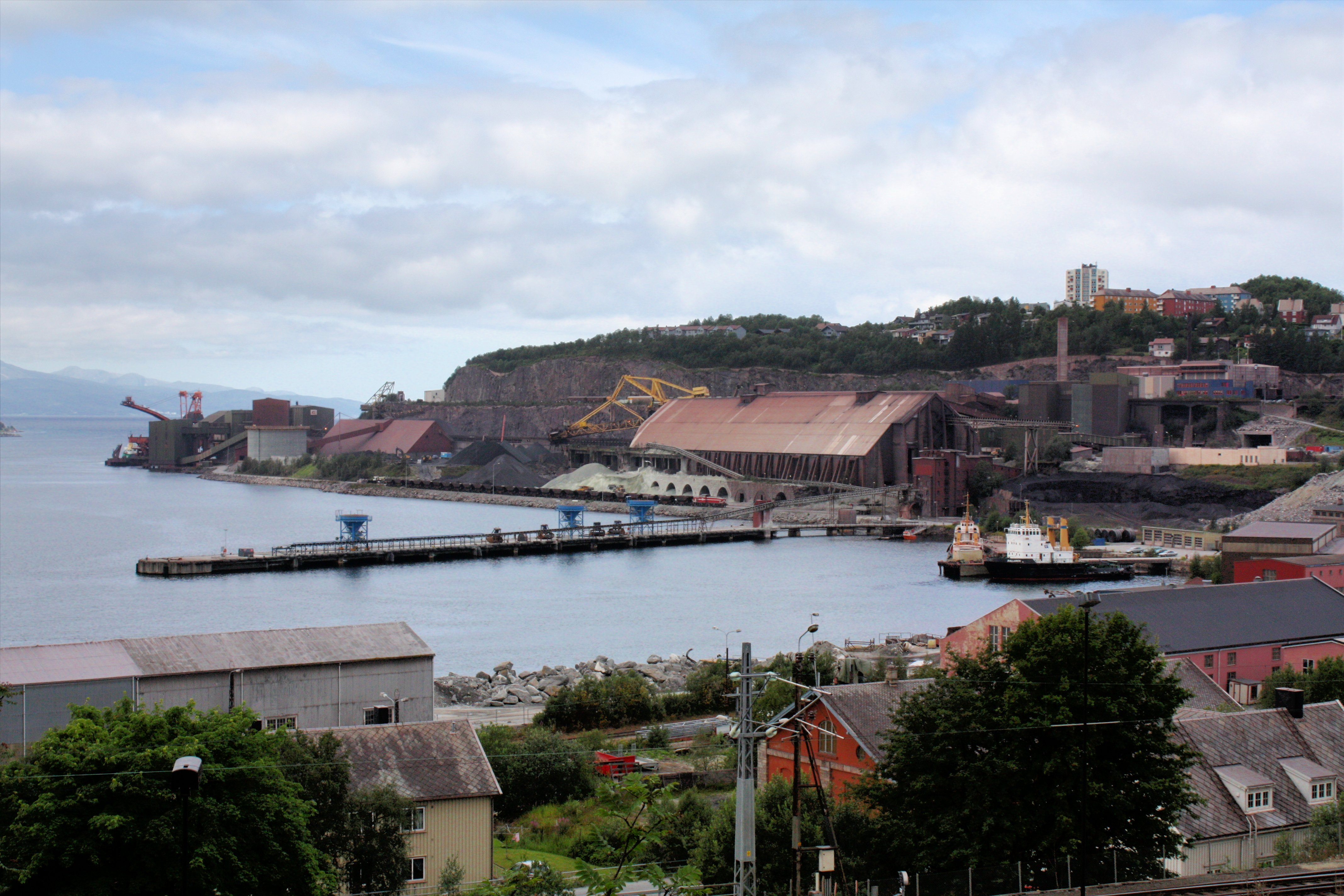
LKABの積み出し設備 (ナルヴィク港)

1992年9月、ノルウェーのキェル・オプセト運輸通信相は、LKAB が NSB から鉄鉱石列車事業を引き継ぐとすれば「残念」だと述べた。これに対してスウェーデン政府は LKAB を民営化する意向があると発表した。9月18日にはナルヴィクで LKAB の計画反対する3000人規模のゼネストが打たれた。NSB は国有だったため余剰人員が出ても解雇できず、LKAB への鉄鉱石列車移管の際に LKAB に転籍できない職員に給与を支払い続けなければならなかった。 
同年10月に、スウェーデン企業・エネルギー・通信省は、LKAB への事業移管を認可した。10月26日に SJ と NSB は LKAB との間で新たに5年間の輸送サービス契約を締結し、運賃は年間6億5000万クローナから4億クローナに引き下げられた。 政治評論家は、この契約で LKAB は従来のすべての利益を維持しながらコスト削減を実現できたが、一方の SJ と NSB はコストを削減しつつ輸送サービスを提供し続けるためには職員の解雇を迫られることになる、と評した。 

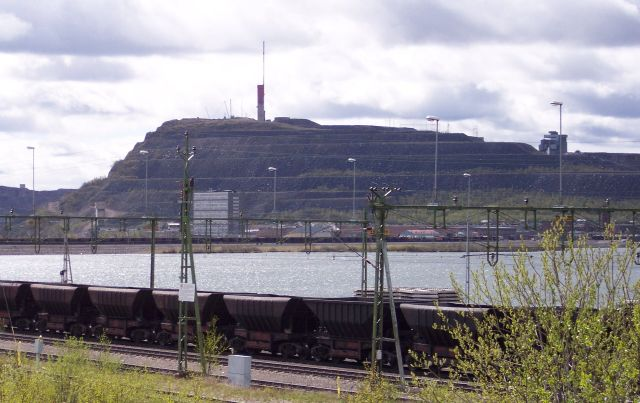
キルナのホッパ車

1993年には SJ、NSB ともに鉄鉱石列車で赤字を計上した。これを受けて、SJ と NSB は 1994年1月にマルムバナン線とオーフォート鉄道の運行を統合することを発表した。1994年5月には LKAB がオーフォート鉄道の運行権の認可を申請したが、ノルウェー運輸通信省は同年12月に同社はノルウェー法上の基準を満足していないとして却下した。 
1995年1月に LKAB、SJ、NSB の間で合弁会社を設立することが提案されたが、ノルウェー鉄道労働組合がこれに抗議したほか、ノルウェー中央党はこれが NSB 民営化の第1ステップにならないか懸念していると表明した。結局、2月には交渉が行き詰まり、SJ と NSB は新型電気機関車の入札を公募していると発表した。対する LKAB は改めてノルウェーでの自主運行の認可を申請し、自社が過半数の持分を確保できるのであれば合弁事業に参加すると表明した。そして、6月8日に鉄道輸送専業の子会社をスウェーデン・ノルウェー両国に設立した。これは、ノルウェー運輸通信省が前回の認可申請を却下する際の論拠となった「LKAB は鉄道事業者ではない」という点を逆手に取ったもので、LKAB は「欧州単一鉄道指令 (EU指令 91/440) を踏まえれば、ノルウェー当局が鉄道事業者からの認可申請を却下する方法は今のところない」とした。 

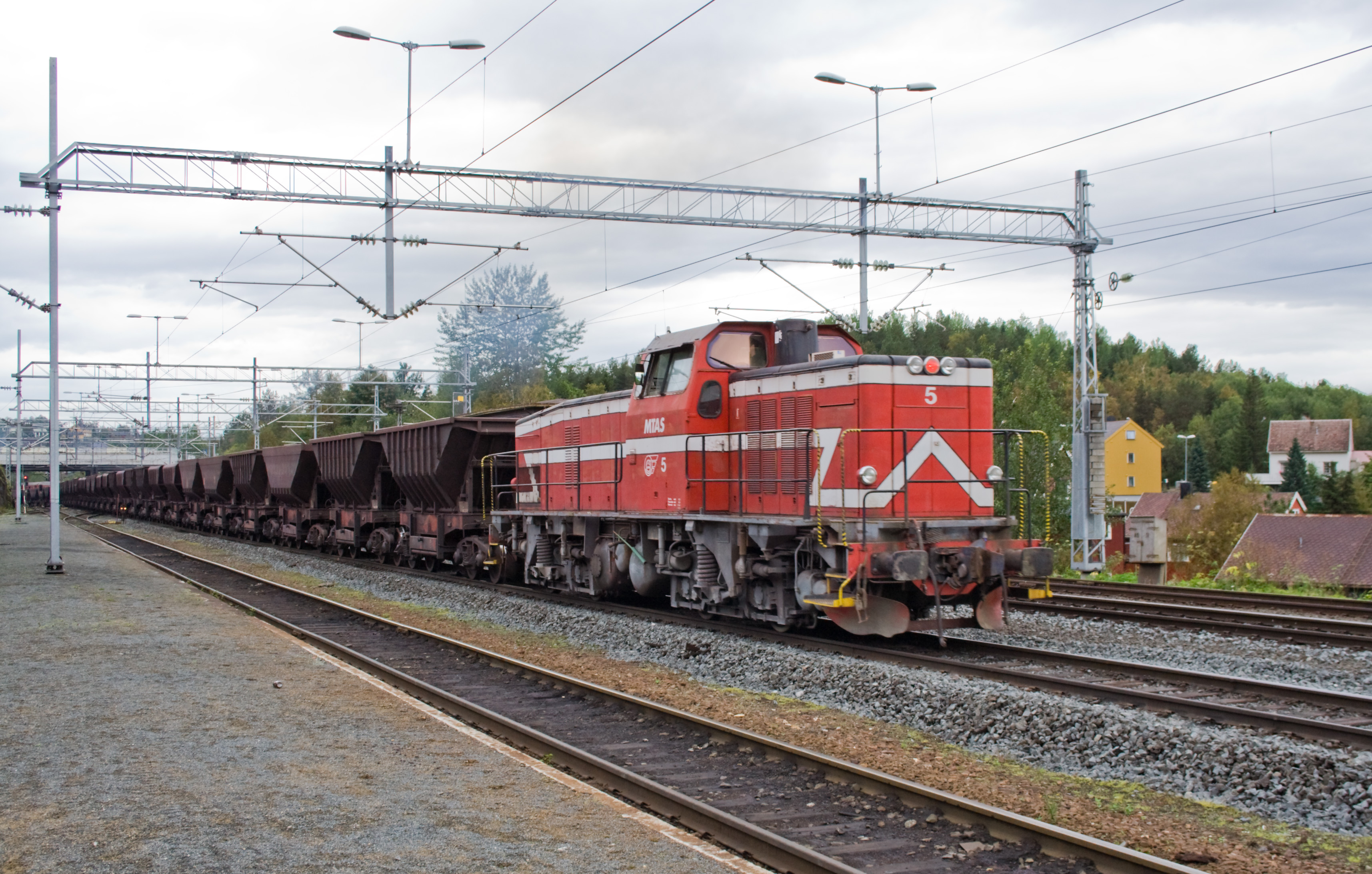
ナルヴィク港で鉄鉱石列車の入換を行うT44形ディーゼル機関車

6月27日になって、LKAB が51％、NSB と SJ がそれぞれ24.5％を所有する合弁会社を設立することで合意に達した。当時、鉄鉱石の輸送に携わる従業員は3社で350人であり、新会社が従業員を募集するとしても必要な従業員は大幅に削減されることになった。計画では1996年1月1日から新会社が事業を承継するとされたが、ナルヴィクの地元労働組合からは抗議の声が上がった。12月にはキェル・オプセト運輸通信相が同省内にトルシュテイン・ルディハーゲン国務長官を長とする委員会を設置した。翌1996年1月下旬に同委員会は LKAB は運行権を認可されるべき基準を満足していると結論づけたが、報告書ではナルヴィクで55職種の雇用が失われ、ノルウェー鉄道庁が LKAB の運行について安全性を懸念していることも触れられた。 
スウェーデンでは LKAB が従業員にスウェーデンサービス・通信労働組合からスウェーデン金属労働組合への転籍を要求したが、定年年齢が5年繰り下がる上に給与水準が下がることから従業員らが強く抗議した。5月にオプセト運輸通信相が「ノルウェー政府は合弁会社に事業上必要な権利を与える」と表明し、合わせてナルヴィクへの経済的支援と商業開発のための国有地提供を発表した。マルムトラフィークへの移管に伴い余剰となる人員50人は両国に等分された。5月28日にスウェーデン人の運転士22人が労働組合の転籍による賃金カットと年金受給年齢の繰り下げに抗議して病気休暇を取って抵抗しため、鉄鉱石列車の3分の1が運休となった。 

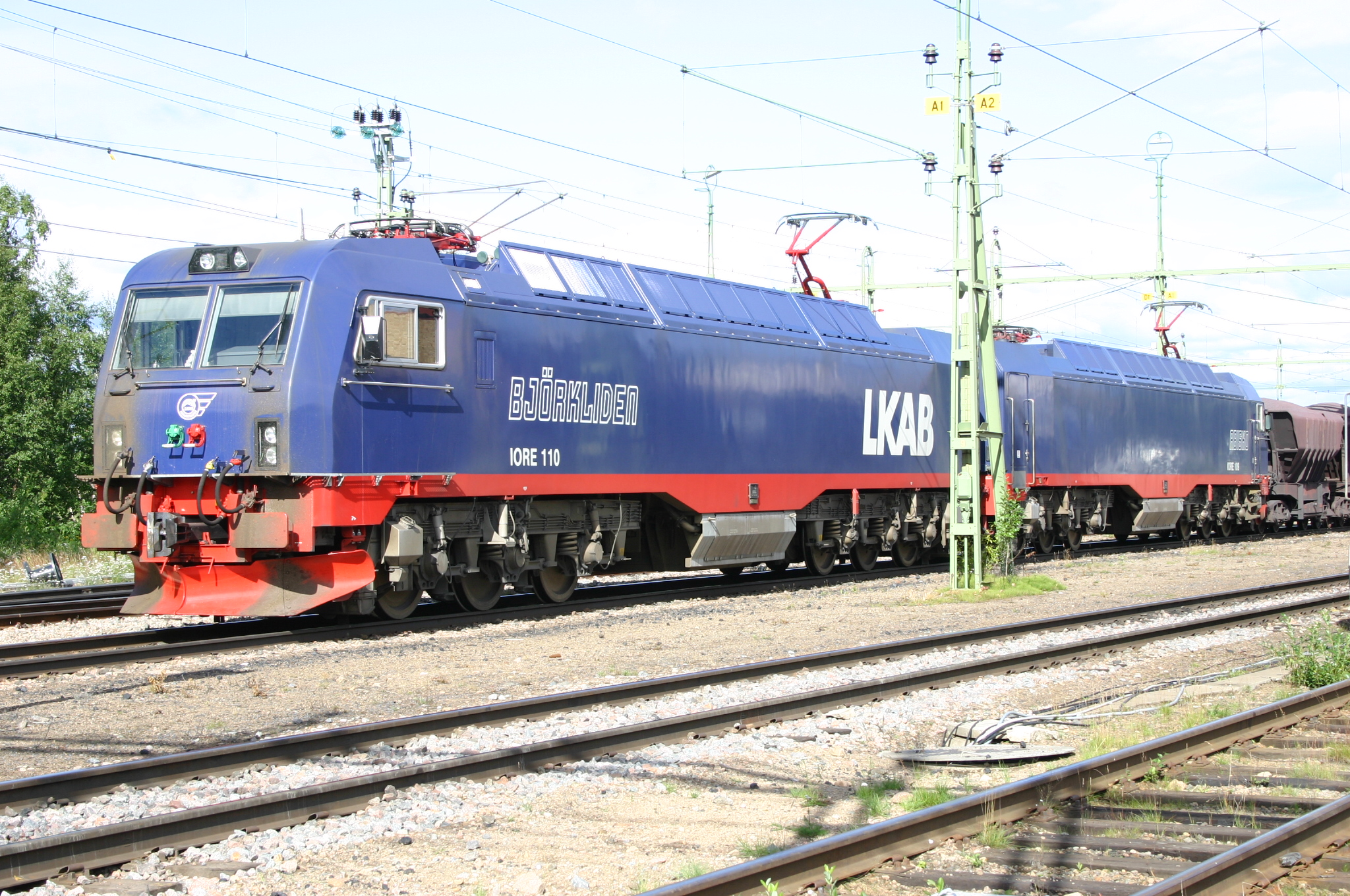
イェリヴァーレに停車中のIORE形電気機関車

1996年6月28日に、ノルウェー議会で採決が行われ、労働党・保守党・進歩党の賛成67票に対して中央党・キリスト教民主党・社会主義左翼党・自由党・赤色選挙連合の反対45票でマルムトラフィークへの権利移管が可決承認された。NSB の工場や車両所は、ナルヴィクで新たな雇用を創出するために設立された新会社ノルスク・ヴェルクスタッドインダストリに移管された。 

### 重量列車
マルムトラフィークは1996年7月1日から業務を承継し、ヨーロッパで国際貨物列車を運行する最初の民間鉄道会社となった。承継にあたって SJ からは Dm3形電気機関車、NSB からは El15形電気機関車6両と工場多数や車両所、入換機関車を購入した。9月26日から10月27日までナルヴィクの従業員200人が就業規則の移行に反対してストライキを決行したため、この間はルレオへの出荷量を増やして対応した。11月には5億クローナ以上の費用を投じて建設を進めていた年間取扱量600万トンの新積出港がルレオに開港した。 
1998年、LKAB は2005年まで年間35％ずつ増産するという見通しに基づき、新型電気機関車との組み合わせで鉱石の輸送効率を向上させるため、線路を所有するスウェーデン運輸局とノルウェー鉄道庁に対して最大許容軸重を25トンから30トンに強化するよう要請した。編成重量を4,100トンから8,600トンに増やすために、オーフォート鉄道の強化に1億8,000万クローネが必要と見積もられた。さらに、編成長が長くなるため、待避線を790メートルに延ばす必要があった。 

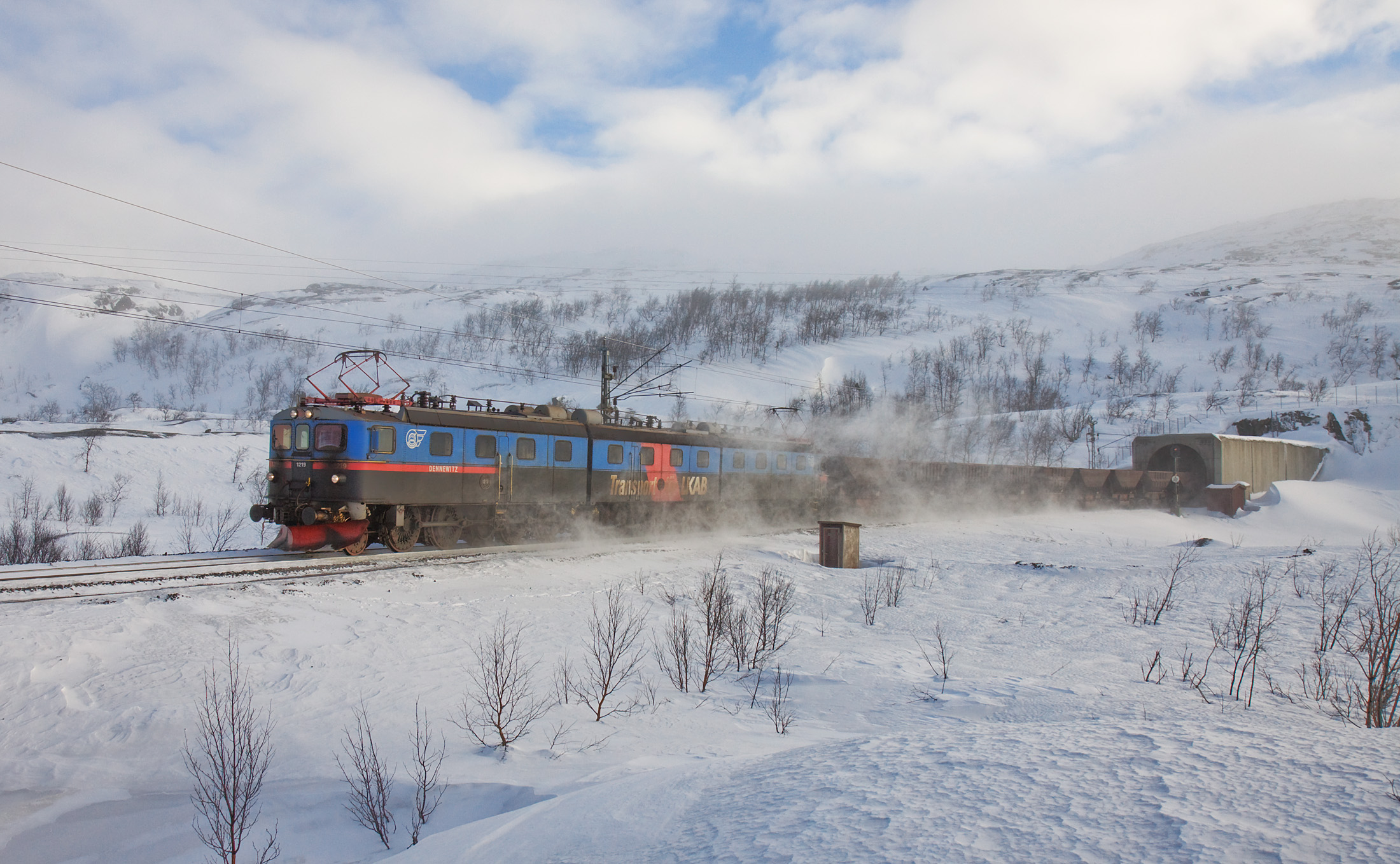
Dm3形の三重連

3月には新型100トン積ホッパ車750両の調達にあたって、まずノルスク・ヴェルクスタッドインダストリへの発注を検討した上で南アフリカのトランスネットと供給契約を締結した。8月にはオーフォート鉄道の強化に対して LKAB が総工費1億3000万クロ－ネのうち1億クローネを負担することで合意に至った。1998年9月15日にはボンバルディアとの間で新型電気機関車18両の供給契約が締結された。さらに1999年には LKAB が SJ と NSB の持分を買収し、MTABを完全子会社とした。 
電気機関車の第1ユニットは2000年に納入され、2002年から2004年にかけて順次納入された。2003年にはキルナからリックスグレンセンまでのマルムバナン線とオーフォート鉄道の許容軸重が30トンに強化され、運行列車の半分が最大重量で運転できるようになった。2004年3月にはトランスネットとの供給契約のうち、追加オプションを行使せず、キルナ・ワゴンから750両のホッパ車を購入することを決めた。1969年から鉄鉱石列車では旧ソ連のSA3形連結器を採用していたが、LKAB は列車重量に対して強度が十分でないと判断してIORE形電気機関車と新型ホッパ車にはジャニー式連結器を採用することとした。電気機関車のうち、最初に納入されたものはジャニー式連結器で落成していたが、1次車の残りは既存のホッパ車と連結するためにSA3形連結器で落成した。その後、ジャニー式連結器に交換し、必要があればSA3形連結器に交換することになった。 
LKAB は2007年8月23日にIORE形電気機関車をさらに4ユニット、計5,200万ユーロで追加発注した。また、2009年にはナルヴィク-ルレオ間の全線で待避線が延長され、全列車を最大編成で運転する準備が整った。追加発注された電気機関車は2010年から2011年にかけて納入され、キルナ-ルレオ間に3ユニット6両、キルナ-ナルヴィク間に10ユニット20両の配備が完了した。これにより最後まで残っていた Dm3形電気機関車が淘汰され、全列車を最大の68両編成で運転できるようになった。この結果、年間輸送量を2800万トンから3300万トンに増やしつつ、列車本数を1日21本から15本に削減できることになった。

## 車両

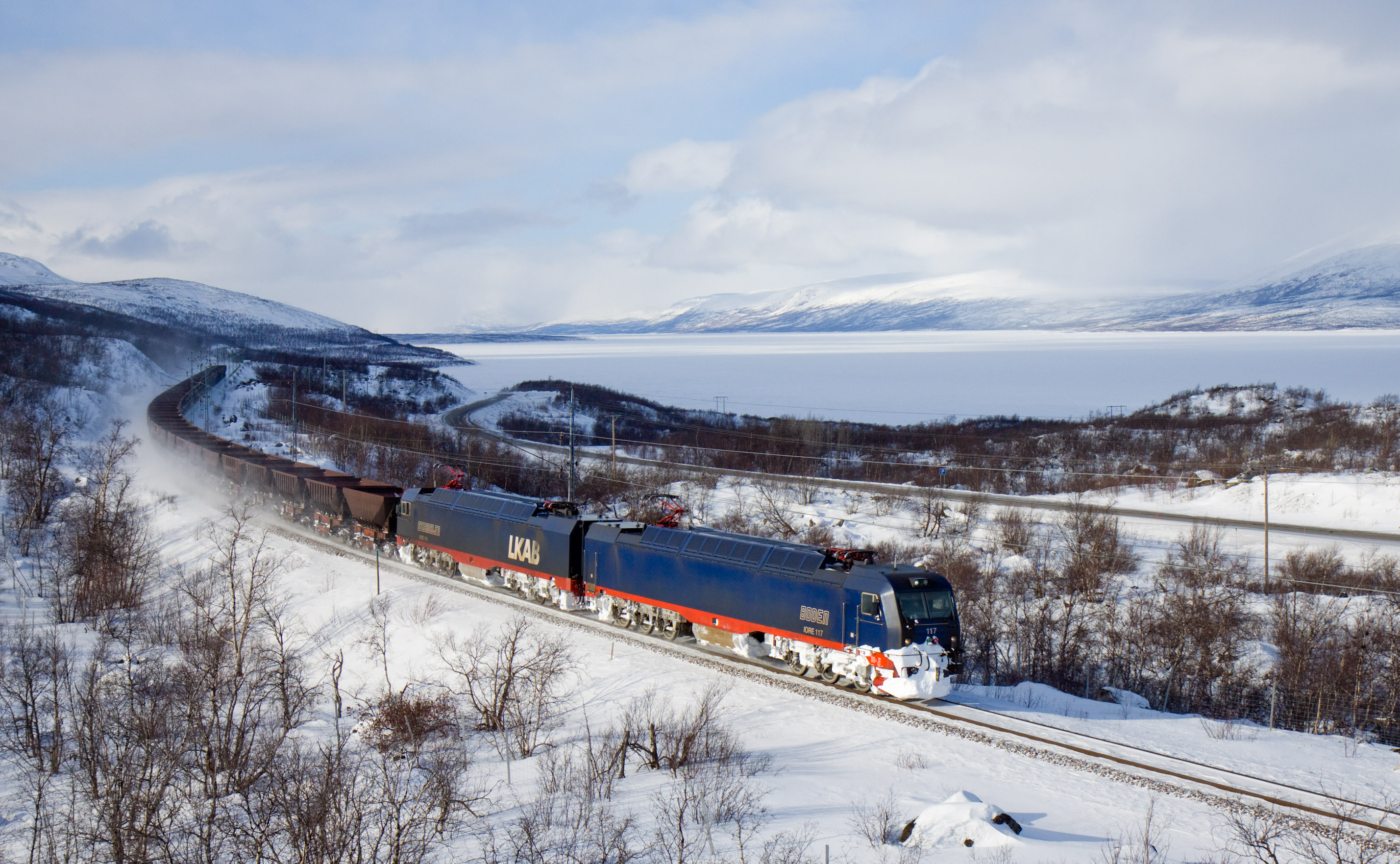
トーネ湖の湖畔を走行する鉄鉱石列車

### IORE形電気機関車
IORE形電気機関車は、2000年から2011年にかけてボンバルディア・トランスポーテーションで製造された。同社の標準型電気機関車TRAXXを元に、大幅に強化したモデルになっている。軸配置 Co'-Co' の機関車2両を連結したユニットで運用され、1両あたり出力は 5,400キロワット、600キロニュートンの牽引力を発揮し、最大制動力は 375キロニュートンである。全長 22.905メートル、全高 4.465メートル、全幅 2.950メートルの車体は重量が180トンもあるが、電気機器はそのうち38トンを占めるに過ぎない。軸重を増やして粘着力を高めるため、30トンの死重を積み、外板を厚さ4センチメートルの装甲板としている。搭載機器の診断情報は運転士が確認できるだけでなく、GSM-Rを通じて運転指令所にも送信される。

### ホッパ車
マルムトラフィークは、トランスネットとキルナ・ワゴンの2社からホッパ車を導入している。ホッパ車は80トン積 (UAD形、UADP形、UADk形) または100トン積 (FAMMOORR050形)、最大軸重は30トンで、連結器はジャニー式である。マルムトラフィークは1編成をホッパ車68両で組成し、編成あたり6両の予備車を確保している。北部のキルナ-ナルヴィク間には7編成が配置されている。 

### 過去の車両

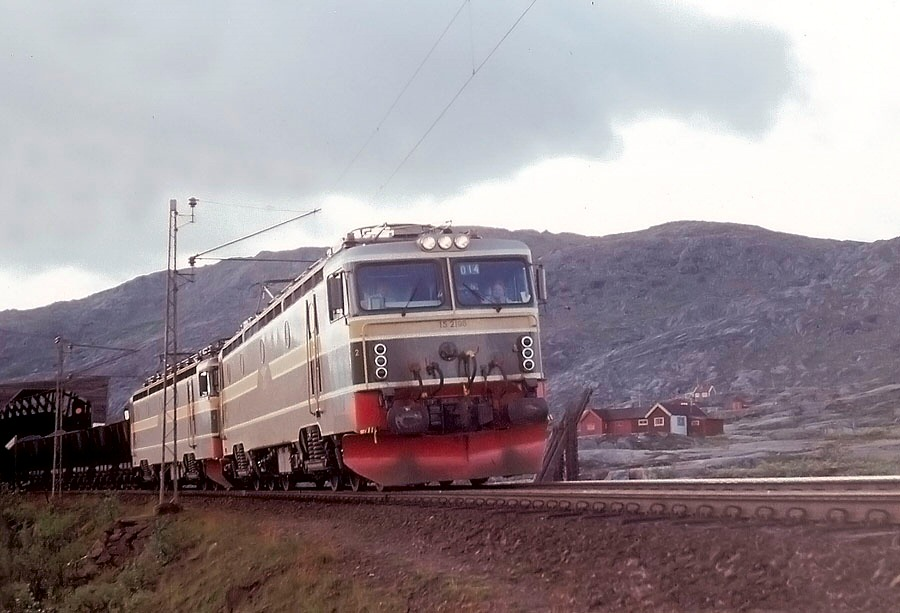
鉄鉱石列車を牽引するEl15形電気機関車の重連

Dm3形電気機関車は、1952年から1970年にかけて SJ が導入した三重連形の電気機関車で、アセアとモトラ・ヴェルクスタッドで製造された。軸配置1'D + D + D'1で編成出力は7,200キロワット (9,700 hp)、1両の全長は13.2メートル、重量は95トンである。IORE形電気機関車の導入により順次淘汰された。 
6両承継したEl15形電気機関車は NSB が1967年に導入されたもので、2004年まで運用された。スウェーデン国鉄Rc形電気機関車をより強力にしたもので、軸配置は Co'-Co' で出力 5,406キロワット (7,250 hp)、全長19.2メートルで重量は132トンであった。電機品はパー・クレ社、車体はスーリー社で製作された。重連で運用され、出力自体はIORE形と同等ながら、牽引力の点では劣っている。 

## 運行
LKAB はスウェーデンのノールボッテン県キルナ、スヴァッパヴァーラおよびマルムベリエトで鉄鉱山を運営しており、採掘した鉄鉱石の大部分は不凍港であるナルヴィクから出荷される。ナルヴィク港の年間取扱量は2,500万トンで、最大250,000 載荷重量トン (DWT) の鉱石運搬船が入港できる。バルト海に面したルレオ港からは、主にバルト海沿岸の顧客向けに出荷される他、SSABのルレオ製鉄所およびオクセレースンド製鉄所に供給される。ルレオ港の年間取扱量は1,000万トンで、最大 60,000 DWTの鉱石運搬船が入港できる。ルレオ港があるボスニア湾は1月から5月まで結氷するため、砕氷船を用いて航路確保が行われている 。 
マルムバナン線およびオーフォート鉄道はスヴァッパヴァーナへの支線を含む総延長536キロメートル (333 mi) の路線で、うちキルナ-ナルヴィク間は170キロメートル (110 mi)、マルムベリエト-ルレオ間は220キロメートル (140 mi) である。運行はスウェーデン国内をマルムトラフィーク・イ・キルナ (MTAB)、ノルウェー国内をマルムトラフィーク (MTAS) が担当する。北部では毎日11-13往復、南部では5-6往復の運転である。IORE形電気機関車が牽引する列車は68両編成で編成長750メートル (2,460 ft)、重量8,600トンである。積車は時速60キロメートル、空車は時速70キロメートルで運行されている。 
機関車とホッパ車はすべて LKAB の所有であるが、マルムバナン線はスウェーデン運輸局、オーフォート鉄道はノルウェー鉄道庁が所有しており、上下分離されている。全線が交流15kV/16.7Hzで電化された単線で、ATPが導入されている。マルムバナン線とオーフォート鉄道では旅客列車やコンテナ貨物列車も運行されている。マルムトラフィークの輸送量はノルウェーの鉄道貨物の大部分を占めており、統計の単位はトンキロではなくトン単位となっている。

## 参照資料
1. ↑  “History – 1919”.  LKAB. 2011年8月20日時点のオリジナルよりアーカイブ。2010年10月30日閲覧。
2. ↑  “History 1920–1969”.  LKAB. 2011年8月20日時点のオリジナルよりアーカイブ。2010年10月30日閲覧。
3. ↑  Myhrvold, Brit (1984年3月5日). “LKAB forhandler med NSB om billigere frakt” (Norwegian). Aftenposten:  p. 11
4. ↑  “Svenskene krever mer effektiv Ofotbane” (Norwegian). Norwegian News Agency. (1988年7月21日)
5. ↑  Evensen, Kjell (1992年4月27日). “Narvik kan miste malmtransporten” (Norwegian). Dagens Næringsliv:  p. 5
6. ↑  Veigård, Erik (1991年12月18日). “LKAB vil drive jernbane: Malmtransport i fare” (Norwegian). Aftenposten:  p. 18
7. ↑  “Persontrafikken forsvinner på Ofotbanen?” (Norwegian). Norwegian News Agency. (1992年2月25日)
8. ↑  Evensen, Kjell (1992年4月24日). “Svensk malmtransport privatiseres” (Norwegian). Dagens Næringsliv:  p. 10
9. ↑  Evensen, Kjell (1992年4月25日). “SJ og NSB vil danne felles selskap” (Norwegian). Dagens Næringsliv:  p. 5
10. ↑  “NSB avviser LKABs planer for Ofotbanen” (Norwegian). Norwegian News Agency. (1992年5月5日)
11. ↑  Evensen, Kjell (1992年5月26日). “Kamp om LKAB-kontrakt” (Norwegian). Dagens Næringsliv:  p. 10
12. ↑  Evensen, Kjell (1992年8月6日). “LKAB avviser NSB-tilbud” (Norwegian). Dagens Næringsliv:  p. 8
13. ↑  Mogård, Lars Egil (1992年9月8日). “Jernbanestrid” (Norwegian). Nordlys:  p. 29
14. ↑  “"Hele" Narvik streiket for Ofotbanen” (Norwegian). Norwegian News Agency. (1992年9月18日)
15. ↑  Evensen, Kjell (1992年10月16日). “500 skjulte arbeidsledige i NSB” (Norwegian). Dagens Næringsliv:  p. 7
16. ↑  Evensen, Kjell (1992年10月26日). “LKAB vinner – NSB / SJ blir underleverandører” (Norwegian). Dagens Næringsliv:  p. 6
17. ↑  “Ofotbanen med underskudd” (Norwegian). Norwegian News Agency. (1994年1月18日)
18. ↑  “Malmbanen blir norsk–svensk” (Norwegian). Norwegian News Agency. (1994年1月27日)
19. ↑  “LKAB vil spare på jernbanedrift” (Norwegian). Norwegian News Agency. (1994年5月11日)
20. ↑  “Avslag for LKAB-tog” (Norwegian). Norwegian News Agency. (1994年12月12日)
21. ↑  Gravdal, Gunn (1995年1月7日). “Ofotbanen-forslag vekker oppstandelse” (Norwegian). Aftenposten:  p. 2
22. ↑  “Forhandlingene om malmtraaftikkenfastkjørt” (Norwegian). Norwegian News Agency. (1995年2月24日)
23. ↑  Evensen, Kjell (1995年3月24日). “LKAB vil styre selv” (Norwegian). Dagens Næringsliv:  p. 8
24. ↑  Didrikson, Agneta (1995年6月9日). “LKAB vil styre selv” (Norwegian). Dagens Næringsliv:  p. 6
25. ↑  “Norsk–svensk enighet om malmtrafikk på Ofotbanen” (Norwegian). Norwegian News Agency. (1995年6月27日)
26. ↑  Rapp, Ole Magnus (1995年11月28日). “Fakkeltog mot Opseth i Narvik” (Norwegian). Aftenposten:  p. 8
27. ↑  Markusson, Helge M. (1995年12月5日). “Arbeidsgruppe Narvi” (Norwegian). Nordlys:  p. 8
28. ↑  Markusson, Helge M. (1996年1月26日). “Arbeidsgruppe Narvi” (Norwegian). Nordlys:  p. 17
29. ↑  Markusson, Helge M. (1996年3月29日). “Svensk motstand mot” (Norwegian). Nordlys:  p. 11
30. ↑  Markusson, Helge M. (1996年5月10日). “Svenskene får frankt” (Norwegian). Nordlys:  p. 7
31. ↑  Evensen, Kjell (1996年3月24日). “Ofotbanen må kutte 50” (Norwegian). Dagens Næringsliv:  p. 8
32. ↑  “Hvert tredje tog på Malmbanen innstilt” (Norwegian). Norwegian News Agency. (1995年5月28日)
33. ↑  “Ofotbanen privatiseres” (Norwegian). Norwegian News Agency. (1995年6月28日)
34. ↑  Nilsen, Knut A. (1996年11月11日). “En privatisert koloss” (Norwegian). Aftenposten:  p. 13
35. ↑  “Narvik havn stengt av streik: LKAB skiper ut fra Luleå” (Norwegian). Dagens Næringsliv:  p. 4. (1996年9月27日)
36. ↑  “1–0 til Narvik i kampen mot LKAB” (Norwegian). Norwegian News Agency. (1995年10月27日)
37. ↑  Evensen, Kjell (1996年11月8日). “Utfordrer Narvik” (Norwegian). Dagens Næringsliv:  p. 16
38. ↑  Markusson, Helge M. (1998年2月7日). “Svensk malmgigant presser Norge” (Norwegian). Nordlys:  p. 9
39. ↑  Nilsen, Geir Bjørn (1998年1月26日). “Milliardsalg kan spore av i nord” (Norwegian). Dagens Næringsliv:  p. 8
40. 1 2  “Bygging i gang på Straumsnes”.  Norwegian National Rail Administration (2009年6月23日). 2012年8月6日時点のオリジナルよりアーカイブ。2010年10月24日閲覧。
41. ↑  Markusson, Helge M. (1998年3月3日). “Fikk ikke malmvogn-kontrakt av LKAB” (Norwegian). Nordlys:  p. 9
42. ↑  “LKAB vil ruste opp Ofotbanen” (Norwegian). Aftenposten:  p. 33. (1998年8月26日)
43. ↑  “LKAB med storkontrakt” (Norwegian). Dagens Næringsliv:  p. 19. (1998年9月16日)
44. ↑  Markusson, Helge (1999年5月15日). “Gir Ofotbanen til svenskene” (Norwegian). Nordlys:  p. 8
45. 1 2 3 4 5  “Logistics”.  LKAB. 2011年7月16日時点のオリジナルよりアーカイブ。2010年10月25日閲覧。
46. 1 2  Bergstedt. “Automatkoppel” (Swedish).  Royal Institute of Technology. 2010年10月25日時点のオリジナルよりアーカイブ。2010年10月25日閲覧。
47. ↑  Långa tåg Willison vs AAR (Swedish; 11 March 2014)
48. ↑  “Malmbanan, förlängning av mötesstationer”.  Swedish Rail Administration (2010年9月27日). 2010年10月31日時点のオリジナルよりアーカイブ。2010年10月31日閲覧。
49. 1 2  “Investering i fyra nya linjelok och 222 malmvagnar”.  LKAB. 2011年7月16日時点のオリジナルよりアーカイブ。2010年10月25日閲覧。
50. ↑  “Bombardier får ny order på lok från LKAB” (Swedish).  Bombardier Transportation. 2011年7月16日時点のオリジナルよりアーカイブ。2010年10月25日閲覧。
51. ↑  “Går over til lengre – og færre – tog neste år” (Norwegian). Fremover:  p. 4. (2010年2月15日)
52. ↑  “Iore Locomotives”.  Bombardier Transportation. 2011年7月18日時点のオリジナルよりアーカイブ。2010年10月25日閲覧。
53. ↑  Stiberg, Trond (2008). Iore. National Union of Norwegian Locomotivemen. pp. 14 2010年10月24日閲覧。.
54. ↑  Aspenberg (2001), p. 96
55. ↑  Aspenberg (2001), p. 88
56. ↑  Aspenberg (2001), p. 106–108
57. ↑  “Fire nye: LKAB får levert fire slike lok. LKAB kjøper flere” (Norwegian). Fremover:  p. 4. (2010年1月27日)
58. 1 2  “Malmbanan – Sveriges vackraste järnvägssträcka” (Swedish).  Swedish Rail Administration. 2010年8月14日時点のオリジナルよりアーカイブ。2010年10月31日閲覧。
59. ↑  “Et nettverk av godsterminaler” (Norwegian).  CargoNet. 2010年10月25日閲覧。[リンク切れ]
60. ↑  “Narvik” (Norwegian).  Norwegian National Rail Administration. 2011年6月14日時点のオリジナルよりアーカイブ。2010年10月25日閲覧。
61. ↑  “Railway Statistics 2008”.  Norwegian National Rail Administration (2009年). 2010年11月22日時点のオリジナルよりアーカイブ。2010年10月31日閲覧。

書誌
- Aspenberg, Nils Carl (2001) (Norwegian). Elektrolok i Norge. Oslo: Baneforlaget. ISBN 82-91448-42-6